# Robert Harcourt (homme politique libéral)
Robert Venables Vernon Harcourt (7 mai 1878 - 8 septembre 1962) est un diplomate britannique, dramaturge, agronome et homme politique du Parti libéral. 

## Famille et éducation
Il est le fils d'un homme d'État libéral, Sir William Harcourt, qui est brièvement chef du Parti libéral de 1896 à 1898 et de sa deuxième épouse Elizabeth Cabot Motley qui est la fille de John Lothrop Motley ambassadeur des États-Unis à Londres et auteur d'un certain nombre d'ouvrages d'histoire . Son demi-frère, Lewis Vernon Harcourt, est également député libéral et ministre du gouvernement. 
Il fait ses études au Collège d'Eton et au Trinity College de Cambridge, où il remporte les honneurs du History Tripos . À Cambridge, il est membre du comité du Cambridge University Liberal Club de 1899 à 1900 . 
Il est fiancé à Margery (ou Marjorie) Cunard, la petite-fille et héritière du fondateur de la société Cunard Line, mais l'engagement est rompu à deux reprises . Cependant, Mlle Cunard épouse finalement Harcourt en 1911  Ils ont une fille, Mary Elizabeth .

## Carrière
Il entre au service extérieur, servant de greffier à l'établissement diplomatique du ministère des Affaires étrangères de 1900 à 1906 . Il s'engage brièvement dans le journalisme, comme correspondant parlementaire du magazine Tribune jusqu'à son élection à la Chambre des communes lors d' une élection partielle en 1908 . Après avoir quitté les Communes, il s'est lancé dans l'agriculture dans sa maison de campagne près de Lyndhurst, dans le Hampshire, où il a finalement constitué un troupeau de Jersey d'environ 50 têtes de bétail . 
Pendant la Première Guerre mondiale, il sert comme lieutenant dans la Royal Naval Reserve de 1914 à 1918. Il est ensuite officier pilote dans la Réserve des volontaires de la Royal Air Force de février 1939 à août de la même année, après quoi il a été promu lieutenant d'aviation . 

## Politique
Il suit la tradition familiale libérale. Il se présente sans succès au siège du Mile End du conseil du comté de Londres en 1907, en tant que progressiste. Le Parti réformiste municipal perd cette élection et Harcourt s'est tourné vers le Parlement. Il se présente d'abord sans succès lors de l'élection partielle de Hastings en 1908 . Cependant, une autre occasion se présente avec l'élévation à la pairie de John Morley, qui est secrétaire d'État à l'Inde depuis 1905, créant ainsi une vacance dans sa circonscription de Montrose Burghs. L'élection partielle a lieu le 12 mai 1908. Harcourt conserve le siège pour les libéraux avec une majorité de 1 146 voix contre le Parti travailliste, avec les conservateurs en troisième place. 
Il conserve son siège lors des élections générales de janvier et décembre 1910. Il ne se représente pas aux élections générales de 1918 et le siège est repris par les libéraux de la coalition par John Leng Sturrock dans une lutte directe contre les travaillistes . 
Harcourt a été président du Reform Union . 

## Dramaturge
Harcourt est également dramaturge. Il publie deux comédies en trois actes; An Angel Unawares, produit par Mlle Fanny Brough au Terry's Theatre en 1906, et A Question of Age, produit par Harley Granville Barker  qui est joué au Court Theatre en 1907 . De plus, alors qu'il est député, il plaide avec succès pour la nomination d'une enquête parlementaire sur la censure des pièces et est membre du comité mixte mis en place pour examiner la question . 
Harcourt est décédé à l'âge de 84 ans le 8 septembre 1962. Il est enterré à All Saints, Minstead près de, Lyndhurst. 